# Tête-de-peluche couronné
Catamblyrhynchus, Catamblyrhynchus diadema
Genre
Espèce
Statut de conservation UICN

 LC  : Préoccupation mineure
Le Tête-de-peluche couronné (Catamblyrhynchus diadema) est une espèce de passereaux appartenant à la famille des Thraupidae. C'est la seule espèce du genre Catamblyrhynchus.

## Répartition et sous-espèces
Cet oiseau vit à travers les Andes boréales.
Selon la classification de référence du Congrès ornithologique international (14.2, 2024) :
- C. d. federalis Phelps & Phelps Jr., 1953 — cordillère de la Costa
- C. d. diadema Lafresnaye, 1842 — de la Sierra Nevada de Santa Marta et Andes vénézuéliennes au nord-ouest du Pérou
- C. d. citrinifrons Berlepsch & Sztolcman, 1896 — tronc oriental des Andes péruviennes et boliviennes